# Kyōtango
Kyōtango (京丹後市 Kyōtango-shi?) este un municipiu din Japonia, prefectura Kyoto.